# Schoenebeck (Adelsgeschlecht)

Wappen derer von Schoenebeck

Schoenebeck ist der Name eines rheinisch-westfälischen Adelsgeschlechts. Verschiedene Zweige der Familie bestehen bis heute.

## Geschichte

### Herkunft
Früher Schonbeck, Schonebeck, Schonenbeck u. ä. geschrieben, tritt das Geschlecht erstmals am Ende des 16. Jahrhunderts am Nieder-, danach auch am Mittelrhein urkundlich auf. Die Stammreihe beginnt mit einem überlieferten Hermann von Schoenebeck (* um 1540) und dessen Sohn Peter, der als Sohn nur überliefert, urkundlich aber feststehend ist.

### Linien
Peter von Schoenebeck war 1595 als Hofsekretär in Kleve, dann 1598 als Richter in Soest und schließlich ab 1626 als Richter in Mettmann tätig. Dessen Sohn Gerhard v. Sch. war 1632 Adjutant seines Vaters und folgte diesem 1633 als Richter in Mettmann. Später war Gerhard v. Sch. Schultheiß in Frechen, Vogt des Amtes Bergheim sowie bergischer Landschreiber. Durch seine Heirat mit Sibylla von der Lippe kam er in den Besitz des Gutes Asperschlag in Bergheim-Niederaußem im Rhein-Erft-Kreis. Des Weiteren besaß er den Leuschhof in Köln-Urbach und war Erbpächter des Lohfelder Weihers und der Insel Grafenwerth in Bad Honnef. Sein Sohn Peter Dietrich v. Sch. († Düsseldorf 1688) war bergischer Landschreiber, kurpfälzischer Hofkammerrat und Ober-Kriegskommissar in Düsseldorf. Er heiratete 1665 in zweiter Ehe Maria Elisabeth von der Hoven genannt Pampus. Sie brachte ihm das Gut Düsternau bei Peterslahr mit den Besitzungen in Steinshof in der Gemeinde Neustadt (Wied), in Hinterplag in der Gemeinde Asbach sowie in Johannisberg in der Gemeinde Windhagen zu. Sein Sohn Johann Wilhelm Leopold v. Sch. (1685–1755) sowie auch wiederum dessen Sohn Johann Michael Joseph v. Sch. (1718–1761) übernahmen diesen Besitz. Sie hatten zu jener Zeit auch das Amt des kurkölnischen Landeshauptmannes des Amtes Altenwied und der Herrschaft Lahr inne. Bei den Nachkommen des Johann Michael Joseph v. Sch. teilt sich dann die weitere Stammfolge der Familie von Schoenebeck in drei Linien:
- Rheinische Linie: Stammvater ist Franz Gabriel von Schoenebeck (1739–1785), dessen Sohn Caspar Anton (1777–1856, königlich-preußischer Gendarmerie-Wachtmeister) am 30. Oktober 1829 die preußische Adelsanerkennung erhielt. Diese Linie verzweigte sich vielschichtig, besonders im nördlichen Landkreis Neuwied.
- Bayerische Linie: Stammvater ist Franz August von Schoenebeck (1787–1861, königlich-bayerischer Rheinzollbeamter). Er wurde am 1. März 1825 bei der bayerischen Adelsklasse immatrikuliert und war ein Sohn des Arztes und Philosophen Bernhard Constantin v. Sch. (1760–1835) aus erster Ehe.
- Siegener Linie: Stammvater ist Leopold von Schoenebeck (1821–1877, Kaufmann), Sohn des Bernhard Constantin v. Sch. aus zweiter Ehe.

## Wappen

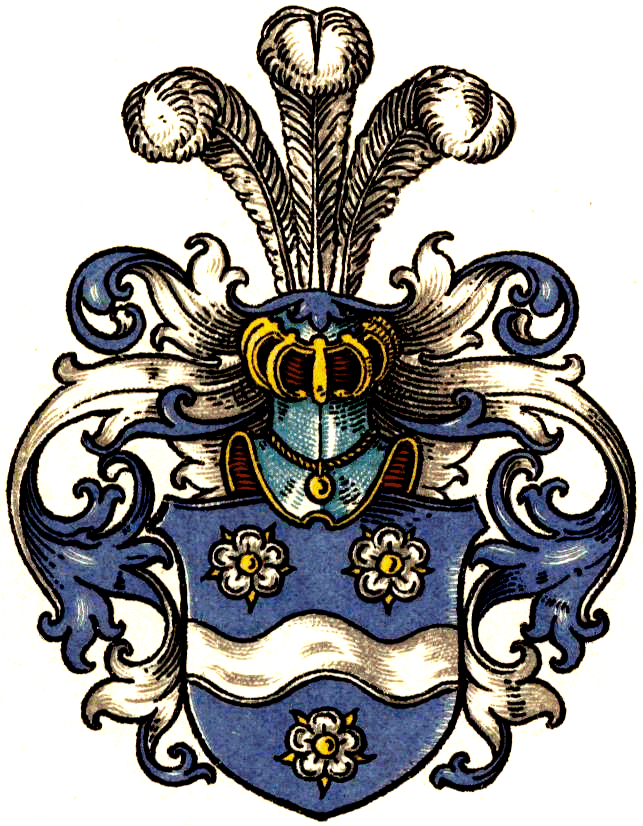
Wappen derer von Schoenebeck im Wappenbuch des Westfälischen Adels

In Blau ein von 3 (2,1) silbernen Rosen begleiteter silberner Wellenbalken. Auf dem gekrönten Helm mit blau-silbernen Decken eine silberne Rose zwischen offenem, rechts silbernen, links blauen Flug.
Im Wappenbuch des Westfälischen Adels werden als Helmzier drei silberne Straußenfedern gezeigt.
Die Ortsgemeinde Windhagen im Landkreis Neuwied führt, in Anlehnung an das Familienwappen von Schoenebeck, im zweiten Feld einen blauen Wellenbalken in silbernem Feld, drei 5-blättrige Rosen mit roten Butzen.

## Namensträger
- Bernhard Constantin von Schoenebeck (1760–1835), deutscher Mediziner, Gelehrter, Bibliothekar und Autor
- Maximilian Josef von Schoenebeck (1853–1925), Oberstleutnant und Kunstsammler, Vater von Sybille Bedford
- Carl-August von Schoenebeck (1898–1989), Generalmajor
- Hans von Schoenebeck (1904–1944), deutscher Archäologe
- Hubertus von Schoenebeck (* 1947), deutscher Postpädagoge und Sachbuchautor zu Erziehungsfragen

## Weitere Literatur
- Gerhard R. Petersohn: Familienbuch Windhagen. Eine Auswertung der Kirchenbücher der kath. Pfarrei Sankt Bartholomäus Windhagen-Westerwald, mit Auszügen aus den Kirchenbüchern der kath. Pfarrgemeinde St. Margarethen Neustadt (Wied) 1680-1875. Verlag G. R. Petersohn, Merklingen 2000, S. 271–283.